# Jean-Marie Vianney Twagirayezu
Jean-Marie Vianney Twagirayezu (ur. 21 lipca 1960 w Nyundo) – rwandyjski duchowny katolicki, biskup Kibungo od 2023.

## Życiorys
Święcenia kapłańskie otrzymał 8 października 1995 i został inkardynowany do diecezji Nyundo. Był m.in. ekonomem diecezjalnym, dyrektorem diecezjalnej Caritas oraz sekretarzem generalnym tej organizacji na poziomie krajowym.
20 lutego 2023 papież Franciszek mianował go ordynariuszem diecezji Kibungo. Sakry udzielił mu 1 kwietnia 2023 kardynał Antoine Kambanda.